# 优雅碘泡虫
优雅碘泡虫（学名：Myxobolus gracilis）为碘泡科碘泡虫属的动物。在中国，分布于湖北等，营寄生生活，寄生在鲤的膀胱。
其种加词来源于拉丁文“gracilis”，意为“纤细的”。